# Newman (Illinois)
Newman é uma cidade localizada no estado americano de Illinois, no Condado de Douglas.

## Demografia
Segundo o censo americano de 2000, a sua população era de 956 habitantes.
Em 2006, foi estimada uma população de 925, um decréscimo de 31 (-3.2%).

## Geografia
De acordo com o United States Census Bureau tem uma área de
1,6 km², dos quais 1,6 km² cobertos por terra e 0,0 km² cobertos por água. Newman localiza-se a aproximadamente 199 m acima do nível do mar.

## Localidades na vizinhança
O diagrama seguinte representa as localidades num raio de 16 km ao redor de Newman.